# MCSZT-R500S
Az MCST R500S – egyéb jelölésekkel: МЦСТ R500S, orosz processzorjelölése: 1891ВМ3 – egy 32 bites egylapkás rendszer; az orosz МЦСТ-R SPARC architektúrájú processzorsorozat tagja. A Moszkvai SPARC Technológiai Központ (МЦСТ) fejlesztette és a TSMC gyártja 2008 óta. 2009 novemberében a Zelenográdi „Angsztrem” cég is elkezdte bevezetni a gyártási technológiát.

## Az MCST R500S alapvető jellemzői
- SPARC V8 utasításkészlet-architektúra (ISA)
- kétmagos
- a két mag a rendszer megbízhatóságát növelő redundáns rendszerben működhet
- a mag specifikációi:
  - sorrendi végrehajtású (in-order), egy utasítás kibocsátás
  - 5-fokozatú fixpontos utasítás-futószalag
  - 7-fokozatú lebegőpontos utasítás-futószalag
  - 16 KiB L1 utasítás-gyorsítótár
  - 32 KiB L1 adat-gyorsítótár
- megosztott 512 KiB második szintű gyorsítótár
- integrált vezérlők:
  - memóriavezérlő
  - PCI
  - RDMA (más MCST R500S processzorokhoz való csatlakoztatásra)
  - MSI (Mbus és SBus)
  - EBus
  - PS/2
  - Ethernet 100
  - SCSI-2
  - RS-232
- 500 МHz órajel-frekvencia
- 130 nm-es folyamat
- lapkaméret: 100 mm²
- tranzisztorszám: közel 45 millió tranzisztor
- energiafogyasztás/teljesítményfelvétel: 5W

## Fordítás
Ez a szócikk részben vagy egészben  a   MCST-R500S című angol Wikipédia-szócikk ezen változatának fordításán alapul.  Az eredeti cikk szerkesztőit annak laptörténete sorolja fel. Ez a jelzés csupán a megfogalmazás eredetét és a szerzői jogokat jelzi, nem szolgál a cikkben szereplő információk forrásmegjelöléseként.